# Günthersleben-Wechmar
Günthersleben-Wechmar est une ancienne commune allemande de l'arrondissement de Gotha en Thuringe. Elle a été formée en 1997 par l'union des anciennes communes de Günthersleben et Wechmar.

## Géographie

Situation de la commune dans l'arrondissement de Gotha

Günthersleben est située au centre-est de l'arrondissement, à seulement 4 km au sud-ouest de Gotha, le chef-lieu de l'arrondissement, dont elle est quasiment un faubourg. Située au cœur du Gothaer Land, la commune se trouve de part et d'autre de la rivière Apfelstädt, affluent de la Gera, à une altitude comprise entre 278 m et 369 m.
Günthersleben-Wechmar administre aussi la commune voisine de Schwabhausen.
Elle est constituée de deux villages : Günthersleben et Wechmar.
Communes limitrophes (en commençant par le nord et dans le sens des aiguilles d'une montre) : Gotha, Drei Gleichen, Ohrdruf, Hohenkirchen et Schwabhausen.

## Histoire
Des fouilles entreprises en 1973 ont mis au jour des traces d'habitations proto-historiques datant de 5 000 ans. D'autres fouilles menées en 1937 avaient relevé des traces de peuplement hermundure et burgonde.
À l'époque du royaume de Thuringe aux alentours de l'an 500, le village profite de sa situation privilégiée sur la Handestrasse entre Erfurt et l'Allemagne du sud, au gué de l'Apfelstädt. c'est pour des raisons de protection de cet itinéraire important qu'un château fort y est construit. Les deux villages sont mentionnés pour la première fois en 786 dans le bréviaire de Lull sous les noms de villam wehemare et gonresleibin.
Plusieurs mentions apparaissent au cours du IXe siècle à l'occasion de disputes entre l'archevêque de Mayence et l'abbé de Fulda pour des questions de répartition de dîme. L'empereur Henri IV du Saint-Empire tient audience royale à Wechmar en 1086.
En 1140, les seigneurs de Wechmar sont mentionnés comme vassaux des comtes de Käfenburg puis de Gleichen.
Les deux villages ont fait partie du duché de Saxe-Cobourg-Gotha mais Günthersleben ressortait de l'arrondissement de Gotha et Wechmar, de celui d'Ohrdruf. En 1920, ils sont tous deux intégrés à l'arrondissement de Gotha.
Le village de Wechmar est le berceau ancestral de la famille Bach, l'ancêtre de la famille étant Veit Bach, qui habitait Wechmar.
En 1997, les deux communes décident d'unir leur destin au sein d'une même entité administrative.

## Démographie
Commune de Günthersleben-Wechmar dans ses limites actuelles :
| 1910   | 1925  | 1933  | 1939  | 1997  | 2000  | 2005  | 2010  |
| ------ | ----- | ----- | ----- | ----- | ----- | ----- | ----- |
| 2 028, | 2 117 | 2 284 | 2 641 | 3 164 | 3 178 | 3 131 | 3 033 |

## Politique
À l'issue des élections municipales du 7 juin 2009, le Conseil municipal, composé de 16 sièges, est composé comme suit :
| Parti                 | Nombre de conseillers | Pourcentage de voix |
| --------------------- | --------------------- | ------------------- |
| SPD Offene Liste      | 9                     | 50,3 %              |
| Bf Gü-We              | 4                     | 23,3 %              |
| CDU                   | 3                     | 19,1 %              |
| Die Linke             | 0                     | 4,5 %               |
| Alliance 90/Les Verts | 0                     | 2,8 %               |

## Monuments
- Sankt Petri Kirche, église romane de Günthersleben ;
- Sankt Viti kirche, église gothique de Wechmar

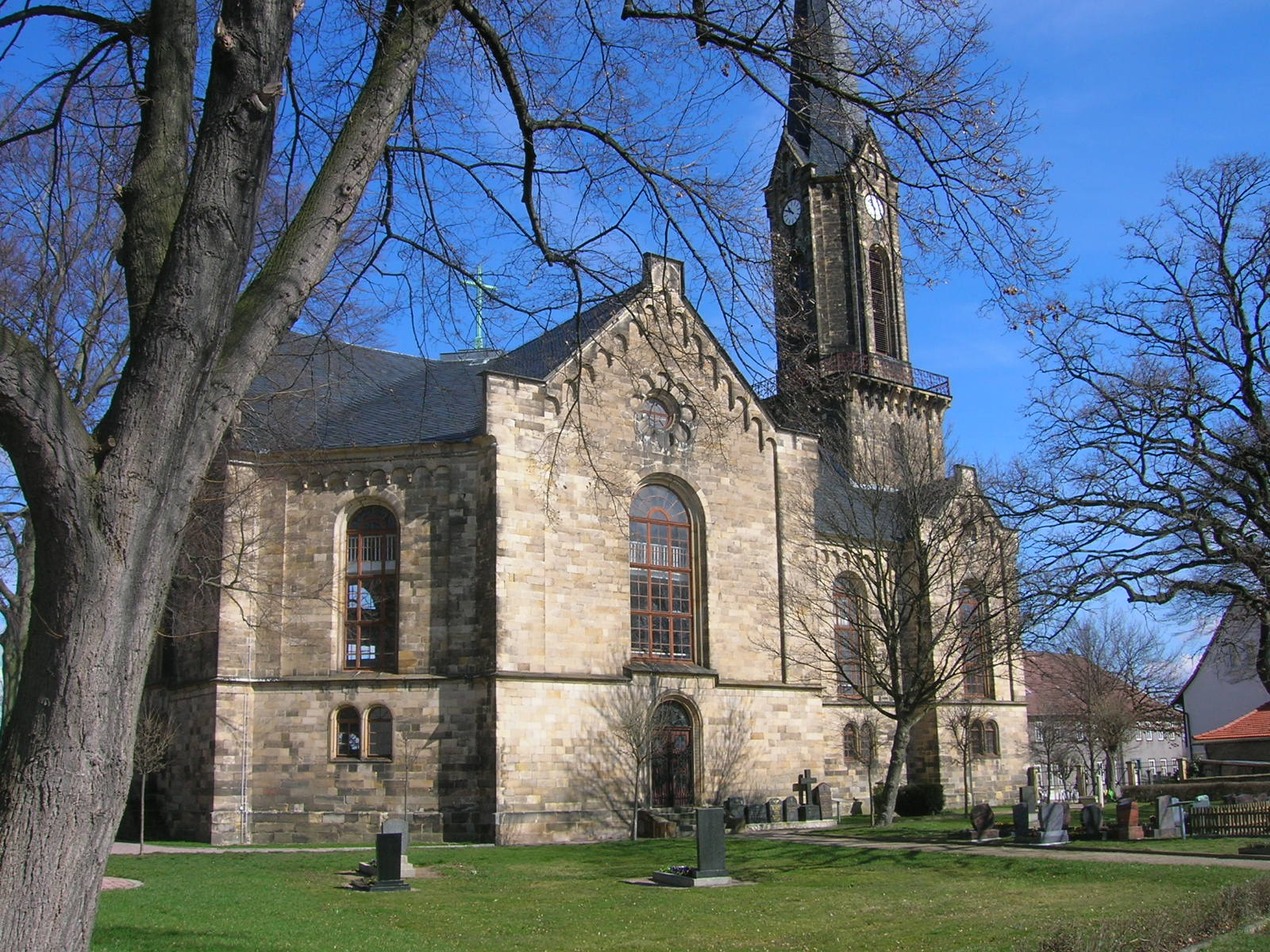
L'église de Wechmar
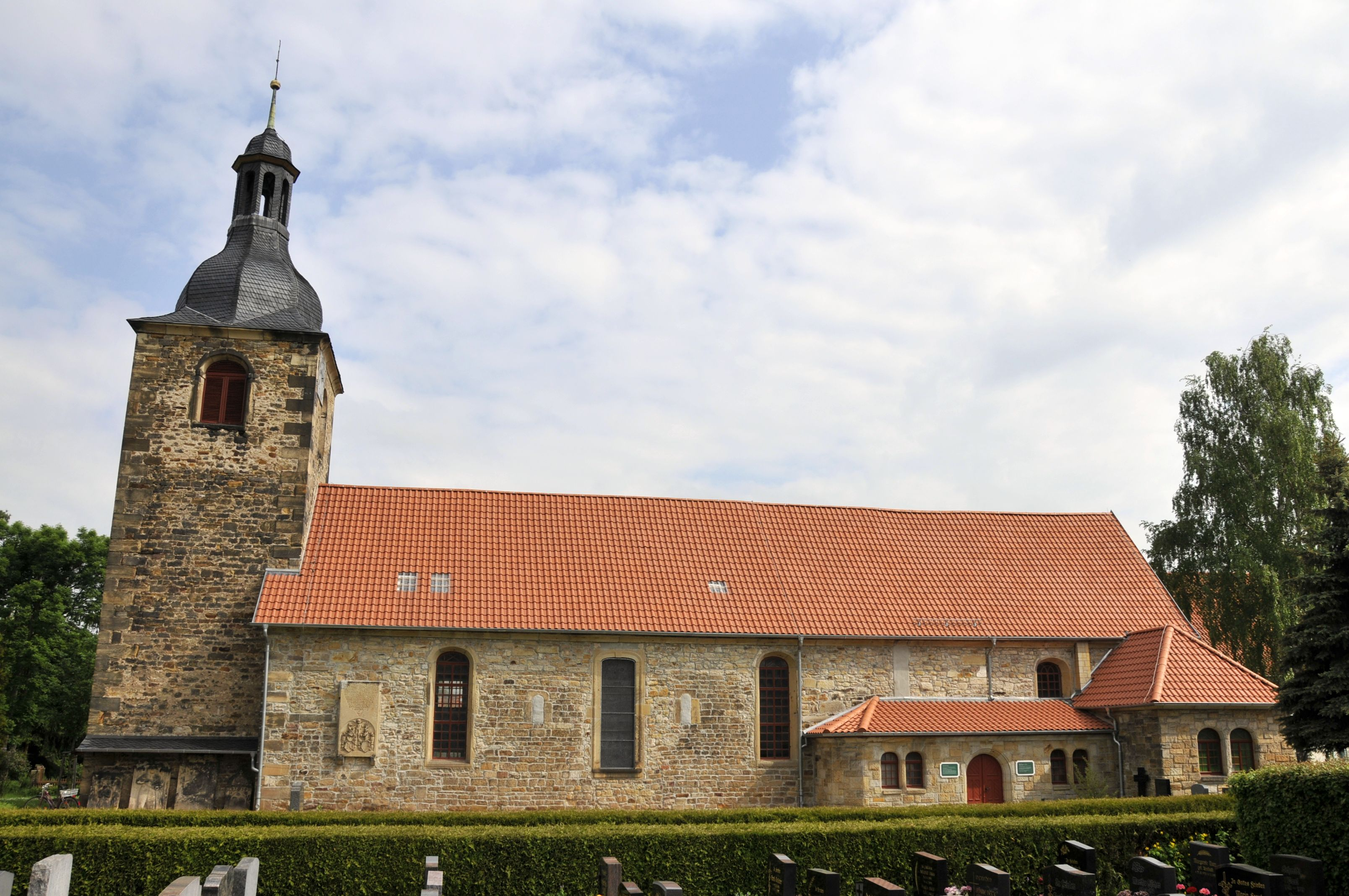
L'église de Günthersleben
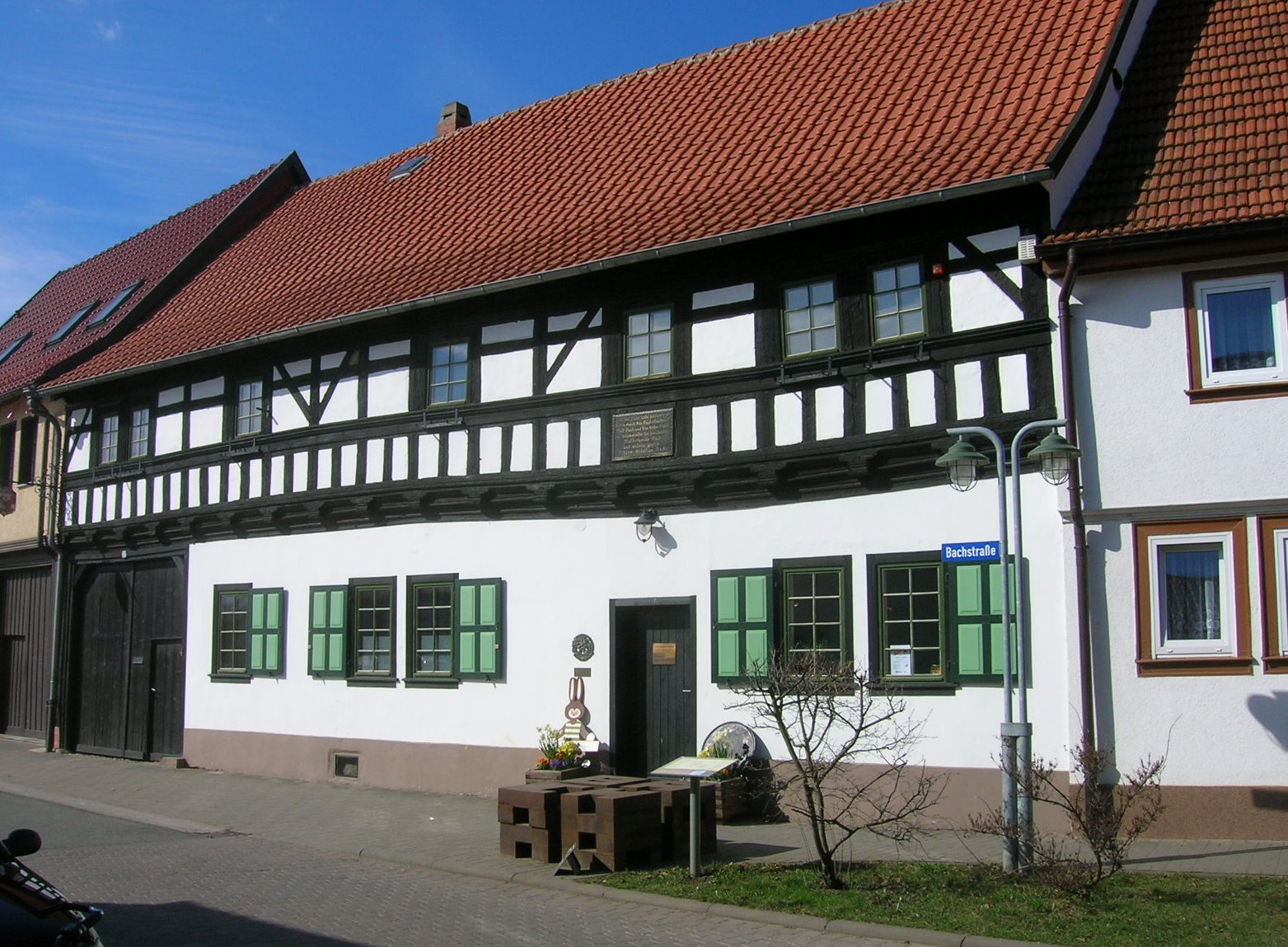
Maison à colombages dite Bachhaus
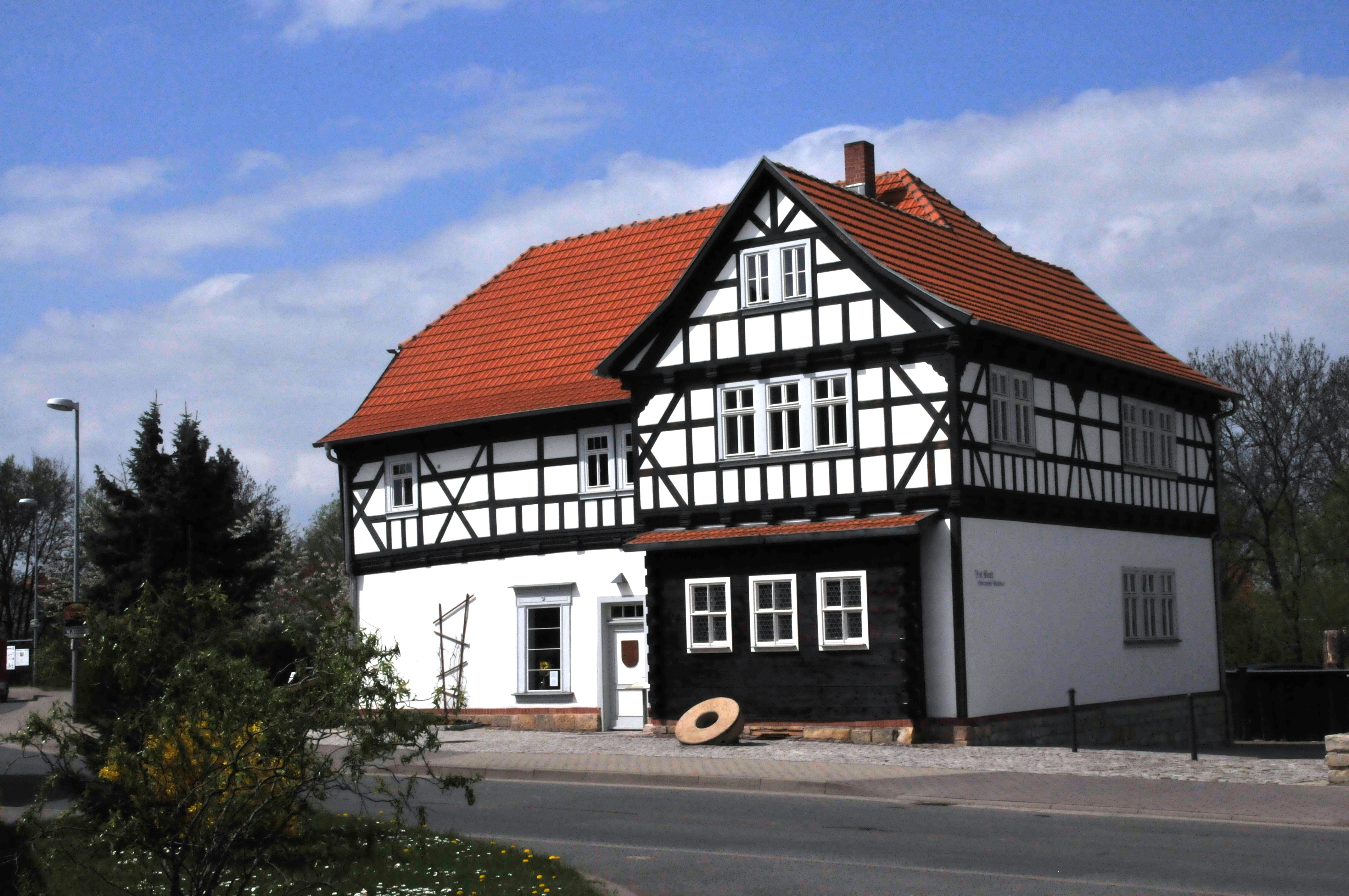
Moulin de Veit Bach

## Communications
La commune est située au croisement des routes L2147 Schwabhausen-Wandersleben et L1045 Gotha-Mühlberg-Arnstadt.
La sortie 42 de l'autoroute A4 se trouve à deux kilomètres à l'ouest de Wechmar.